# トヨタ車体研究所
株式会社トヨタ車体研究所（トヨタしゃたいけんきゅうじょ、英: TOYOTA Body Research & Development Co., Ltd.）は、トヨタ車体グループで自動車車体・部品の設計・評価を手掛ける企業。本社は鹿児島県霧島市。

## 概要
主な業務は自動車ボディー部品の設計・評価で全体の8割を占めており、基本理念である「技術開発力のある企業」をめざし、開発業務を効率的に行うため、最新の技術情報システムと通信ネットワークを導入し距離のハンディを排除し、一方、「地域貢献ができる企業」をめざし、地元での採用による雇用拡大や地元取引先からの調達及び生産管理面での指導等、さまざまな企業活動に取り組んでいる。

## 企業理念
- 環境との調和を考え、社会を豊かにする技術開発力のある企業をめざす
- 地域社会との調和を考えた事業活動を通して、地域貢献ができる企業をめざす
- 創造性豊かで活気あふれる企業風土をつくる
- 上記を通してお客様と共に価値を創造する

## 沿革
- 1990年 - トヨタ車体の完全子会社として鹿児島県に設立。
- 1991年 - 愛知県のトヨタ車体（株）内に分室設置。
- 1994年 - TV会議システム導入。
- 1995年 - 車両開発を部分受託。
- 1996年 - 国外向け車両開発部分受託、海外派遣スタート。
- 1999年 - ソフトウェア開発スタート。
- 2001年 - アジア発世界戦略車の開発へ参画。
- 2004年 - 初のミニバン開発を受託。
- 2006年 - プレミアム車の開発を受託。
- 2008年 - 生産技術部門に参入。
- 2009年 - 営業部門設立。